# 1496
1496 (MCDXCVI) fue un año bisiesto comenzado en viernes del calendario juliano.

## Acontecimientos
- 3 de enero: Leonardo da Vinci prueba con poca suerte su máquina voladora.
- 5 de marzo: desde Bristol (Inglaterra) parte el navegante John Cabot para explorar nuevas tierras en América bajo el patronazgo de Enrique VII de Inglaterra.
- 11 de junio: Cristóbal Colón concluye su segundo viaje y retorna a España. Tras varias quejas de los colonos de La Española, se recortan sus derechos sobre las tierras del Nuevo Mundo.
- 25 de julio: Termina la conquista de Tenerife, y la de Canarias, por parte de los castellanos. Se erige la Parroquia Matriz del Apóstol Santiago en el menceyato de Taoro, actual municipio de Los Realejos.
- En julio, en Nápoles (actual Italia) Gonzalo Fernández de Córdoba destruye la presencia francesa y restaura a Fernando II en su trono, también conocido como Ferrantino.
- 5 de agosto: Bartolomé Colón, hermano de Cristóbal Colón, funda la ciudad de Santo Domingo, que pronto se convirtió en la más importante del Nuevo Mundo.
- 21 de octubre: en España, la infanta Juana la Loca se casa con Felipe el Hermoso.

### Sin Fecha
- En Egipto termina la dinastía Buryí.
- En México, Moctezuma II conquista Oaxtepec.
- En Portugal, el Gobierno ―siguiendo el ejemplo de los reyes españoles― expulsa a los portugueses de origen judío.
- En Polonia se acuña la primera moneda nacional de ese país: el złoty polaco (o grosz).
- En la actual Suiza, los Habsburgo intentan anexionarse el Cantón de los Grisones pero son derrotados por los nativos, lo que sienta las bases de la independencia de la actual Suiza.
- Escocia invade Inglaterra sin éxito.
- En Roma, el papa Alejandro VI concede el título de «Reyes Católicos» a Isabel I de Castilla y Fernando II de Aragón.

## Nacimientos
- Cuauhtémoc, último tlatoani mexica.
- João de Barros, historiador portugués.
- María de Pacheco, noble castellana y futura líder de los Comuneros.
- Gustavo I, rey sueco.
- Krisnadás Kavirash Gosuami, religioso y escritor indio, autor del Chaitania-charitámrita (f. 1587).
- Gregorio López de Tovar, jurista español.
- Menno Simons, anabaptista neerlandés.

## Fallecimientos

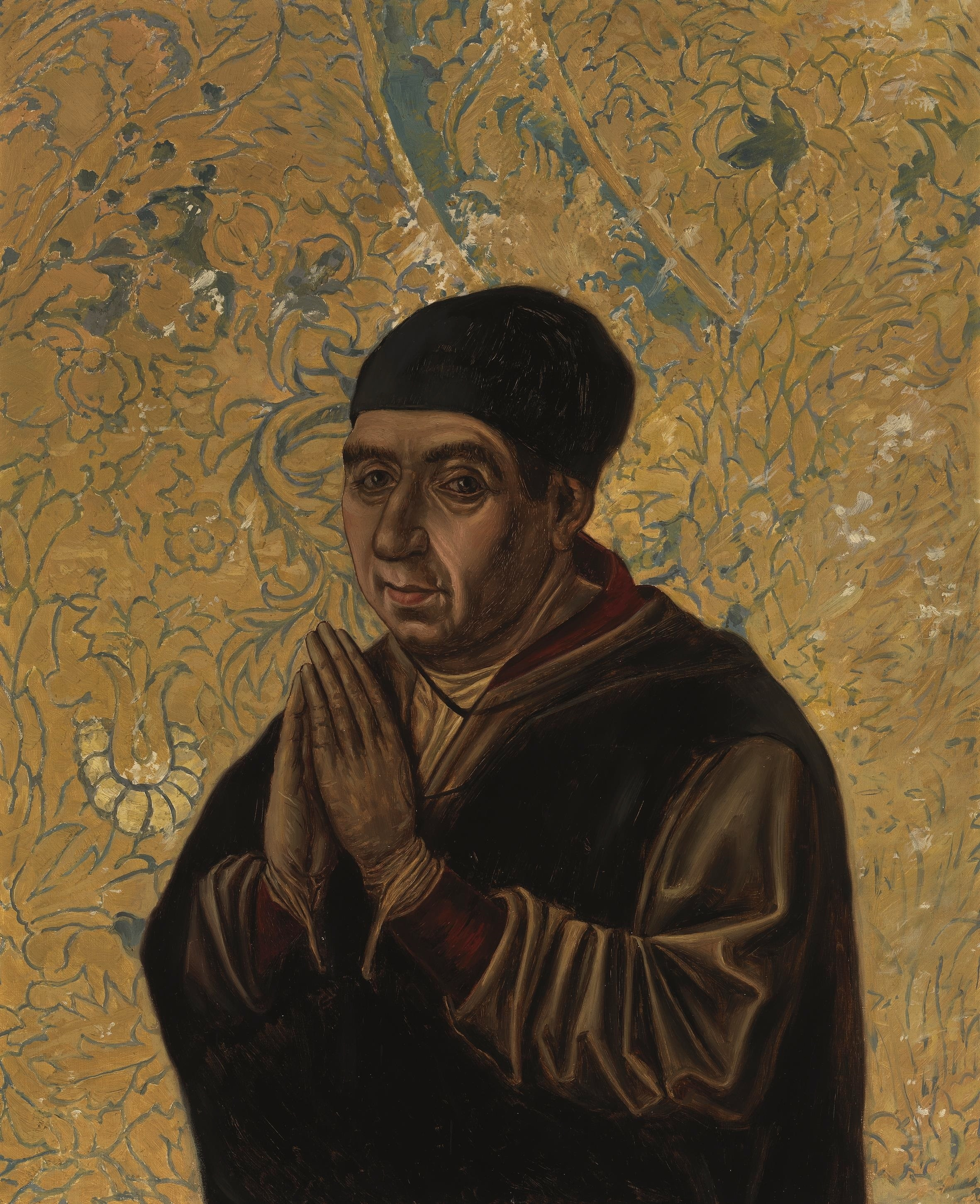
Juan Guas.

- Bartolomeo Bellano, escultor y arquitecto italiano.
- Carlos II, aristócrata francés (n. 1489).
- Juan Guas, arquitecto y escultor español.
- Carlos de Orleans, aristócrata español.
- Piero Pollaiuolo, pintor italiano.